# Иванова, Нина Александровна (ботаник)
Нина Александровна Иванова (1893—1942) — советский ботаник, геоботаник, флорист-систематик, морфолог растений.

## Биография
В 1916 году окончила Московские высшие женские курсы. В 1925—1929 годах была аспирантом НИИ ботаники при МГУ.
С 1938 года работала старшим научным сотрудником Ботанического института АН СССР.
Участвовала в составлении «Флоры Центральной Азии» (1933—1938, не опубликовано), «Флоры СССР» (1936), «Флоры Туркмении» (1937) и «Флоры Узбекистана» (1941).
В 1942 году погибла в блокадном Ленинграде.

## Виды растений, названные в честь Н. А. Ивановой
- Carex ninae Melnikov (2020), nom. nov. [= Kobresia capilliformis N.A.Ivanova]
- Deschampsia ivanovae Tzvelev (1961) [= Deschampsia cespitosa subsp. ivanovae (Tzvelev) S.M.Phillips & Z.L.Wu]
- Lilium ninae Vrishcz (1968) [= Lilium lankongense Franch.]
- Polypogon ivanovae Tzvelev (1968)

## Труды
- Иванова Н. А. Растительность поймы Тобола в бывш. Курганском округе (юго-западная Сибирь) // Ботанический журнал СССР. — 1935. — Т. 20, № 5. — С. 545—564.
- Иванова Н. А. Сем L. Кирказоновые — Aristolochiaceae // Флора СССР = Flora URSS : в 30 т. / гл. ред. В. Л. Комаров. — М. ; Л. : Изд-во АН СССР, 1936. — Т. 5 / ред. тома В. Л. Комаров. — С. 431—441. — 762, XXVI с. — 5175 экз.
- Иванова Н. А. Сем. Ulmaceae — Ильмовые, Moraceae — Тутовые // Флора Туркмении : в 7 т. / под общ. ред. Б. А. Федченко. — Ашхабад : Туркменское гос. изд-во, 1937. — Т. 2 : [Salicaceae — Chenopodiaceae]. — С. 25—31. — 218 с. — 1000 экз.
- Иванова Н. А. Род Cobresia Willd., его морфология и система // Ботанический журнал СССР. — 1939. — Т. 24, № 5/6. — С. 455—503.
- Иванова Н. А. Род Cobresia — Кобрезия // Флора Узбекистана = Flora Uzbekistanica : в 6 т. / гл. ред. Р. Р. Шредер. — Ташкент : Изд-во Узб. филиала Акад. наук СССР, 1941. — Т. 1 : Polypodiaceae — Orchidaceae / ред. тома С. Н. Кудряшев. — С. 346—347, 540. — 568 с. — 1200 экз.
- Иванова Н. А. Ассимилирующие органы триб Asparageae и Rusceae // Ботанический журнал СССР. — 1942. — Т. 27, № 3/4. — С. 48—75.